# Виландер, Тони
Тони Маркус Виландер (фин. Toni Markus Vilander; 25 июля 1980, Канкаанпяа, Финляндия) — финский автогонщик, который принимал участие в серии GP2 в 2005 году. Также он является двукратным чемпионом FIA GT2 (2007, 2008), обладателем кубка мира по автогонкам на выносливость в классе GT и победителем 24 часов Ле-Мана в классе LMGTE Pro (2014).

## Карьера
Виландер начал свою карьеру в пять лет с картинга, он выиграл юниорский класс А финского картингового чемпионата в 1995, а также немецкий и океанический чемпионаты в 1999. Он перешёл в серии с открытыми колёсами в 2001. В 2004 он выступал в Итальянской Формуле-3 с командой Coloni и с ней же перешёл в Евросерию 3000 в 2005, также выступая в серии Italian GT.
Но случилась проблема в команде GP2 Coloni, где основной пилот Джанмария Бруни ушёл из команды посреди сезона. Виландер заменил его на итальянском и бельгийском этапе чемпионата. Он доказал свою славу среднего гонщика финишировав 15-м, 8-м, 14-м и 13-м в тех четырёх гонках в которых он принял участие. На последнем этапе в Бахрейне, Колони заменил Виландера на Фердинандо Монфардини и Тони вернулся к своим привычным сериям.
Виландер финишировал 25-м в итоговом зачёте первого сезона серии без очков, но более успешным для него стала Итальянская Формула-3000, где он финишишировал четвёртым с 23 очками, а ещё успешнее для него оказалось выступление в Italian GT2, где он стал чемпионом вместе с Алессандро Пьер-Гуиди, заработав 182 очка.
В январе 2006 года Виландер, Пьер-Гауди и Giambattista Giannoccaro выиграли класс GT2 в Mil Milhas Brasil и приехали на четвёртом месте на Ferrari 360. Используя ту же машину, он одержал победу в классе GT2 Italian GT.
Он также выиграл класс GT1 в сезоне 2006 Italian GT с Giannoccaro, за рулём Maserati MC12. Также на одной гонке, он был гостевым пилотом в FIA GT Championship.
Продолжая успех в спорткарах, Виландер выиграл класс GT2 сезона 2007 FIA GT с напарником Дирком Мюллером. В 2008 он повторил успех с Джанмарией Бруни и сохранил свой титул.

## Результаты выступлений

### Результаты выступлений в серии GP2
| Легенда к таблице |                                                                    |
| --- | ------------------------------------------------------------------ |
| В таблице перечислены результаты всех гонок, в которых принимал участие гонщик. Строками таблицы являются сезоны, столбцами — этапы соревнований. В каждой клетке указаны сокращённое название этапа и результат, дополнительно обозначенный цветом. Расшифровка обозначений и цветов представлена в нижеследующей таблице. |                                                                    |
| \| Пример \| Описание \| \| ------------ \| ------------------------------------------------------------------ \| \| 1 \| Победитель \| \| 2 \| Второе место \| \| 3 \| Третье место \| \| 5 \| Финишировал, заработав очки \| \| Сход \| Не финишировал, но при этом заработал очки \| \| 12 \| Финишировал, не получив очков \| \| НКЛ \| Финишировал, но не попал в финальную классификацию \| \| 15 \| Участвовал вне зачёта, либо по отдельной классификации \| \| 18 \| Не финишировал, но попал в финальную классификацию \| \| Сход \| Не финишировал \| \| НКВ \| Не прошёл квалификацию \| \| НПКВ \| Не прошёл предквалификацию \| \| ДСК \| Дисквалифицирован \| \| ИСК \| Исключён из протокола соревнований \| \| ТТ \| Заявлен для участия только в тренировках \| \| НС \| Участвовал в квалификации, но не стартовал в гонке \| \| Т \| Травмирован или болен \| \| ОТК \| Отказ от участия \| \| НТР \| Прибыл на соревнования, но на трассу не выезжал \| \| НПР \| Был заявлен в числе участников, но не прибыл к началу соревнований \| \| О \| Соревнования отменены \| \| \| Не участвовал \| \| Поул-позиция \| \| \| Быстрый круг \| \| |                                                                    |
| Пример | Описание                                                           |
| 1 | Победитель                                                         |
| 2 | Второе место                                                       |
| 3 | Третье место                                                       |
| 5 | Финишировал, заработав очки                                        |
| Сход | Не финишировал, но при этом заработал очки                         |
| 12 | Финишировал, не получив очков                                      |
| НКЛ | Финишировал, но не попал в финальную классификацию                 |
| 15 | Участвовал вне зачёта, либо по отдельной классификации             |
| 18 | Не финишировал, но попал в финальную классификацию                 |
| Сход | Не финишировал                                                     |
| НКВ | Не прошёл квалификацию                                             |
| НПКВ | Не прошёл предквалификацию                                         |
| ДСК | Дисквалифицирован                                                  |
| ИСК | Исключён из протокола соревнований                                 |
| ТТ | Заявлен для участия только в тренировках                           |
| НС | Участвовал в квалификации, но не стартовал в гонке                 |
| Т | Травмирован или болен                                              |
| ОТК | Отказ от участия                                                   |
| НТР | Прибыл на соревнования, но на трассу не выезжал                    |
| НПР | Был заявлен в числе участников, но не прибыл к началу соревнований |
| О | Соревнования отменены                                              |
| | Не участвовал                                                      |
| Поул-позиция |                                                                    |
| Быстрый круг |                                                                    |

| Год  | Команда           | 1     | 2     | 3     | 4     | 5     | 6     | 7     | 8     | 9     | 10    | 11    | 12    | 13    | 14    | 15    | 16    | 17    | 18       | 19      | 20       | 21       | 22    | 23    | ЛЗ | Очки |
| ---- | ----------------- | ----- | ----- | ----- | ----- | ----- | ----- | ----- | ----- | ----- | ----- | ----- | ----- | ----- | ----- | ----- | ----- | ----- | -------- | ------- | -------- | -------- | ----- | ----- | -- | ---- |
| 2005 | Coloni Motorsport | САН 1 | САН 2 | ИСП 1 | ИСП 2 | МОН 1 | ЕВР 1 | ЕВР 2 | ФРА 1 | ФРА 2 | ВЕЛ 1 | ВЕЛ 2 | ГЕР 1 | ГЕР 2 | ВЕН 1 | ВЕН 2 | ТУЦ 1 | ТУЦ 2 | ИТА 1 15 | ИТА 2 8 | БЕЛ 1 14 | БЕЛ 2 13 | БАХ 1 | БАХ 2 | 25 | 0    |